# Saison 2020 de l'équipe cycliste féminine Mitchelton-Scott
La saison 2020 de l'équipe cycliste féminine Mitchelton-Scott est la neuvième de la formation. Elle accède au statut de WorldTeam, la première division du cyclisme féminin. L'équipe enregistre les arrivées de la grimpeuse néerlandaise Janneke Ensing et de la Britannique Jessica Roberts.
Annemiek van Vleuten commence la saison par une victoire mémorable sur le Circuit Het Nieuwsblad. Après la reprise de la saison, elle remporte coup sur coup trois semi-classiques en Espagne, puis les Strade Bianche et les championnats d'Europe sur route. Après avoir gagné une étape majeure sur le Tour d'Italie, elle est en position idéale pour rééditer sa victoire quand elle est prise dans une chute et se brise le poignet. Elle décide néanmoins de participer aux championnats du monde, où Anna van der Breggen s'impose nettement devant Van Vleuten. Sa fin de saison est cependant moins bonne. Amanda Spratt remporte redevient championne d'Australie, puis remporte une étape du Santos Women's Tour et se classe troisième de la Cadel Evans. Après la reprise, elle est échappée sur les Strade Bianche. Elle chute avec Annemiek van Vleuten lors du Tour d'Italie et souffre d'un traumatisme crânien. Grace Brown se révèle en finissant deuxième de Liège-Bastogne-Liège puis en remportant la Flèche brabançonne. Sarah Roy effectue une belle campagne de classiques du Nord : quatrième de Gand-Wevelgem et des Trois Jours de La Panne et cinquième du Tour des Flandres. Lucy Kennedy gagne le Women's Herald Sun Tour. Annemiek van Vleuten est troisième du classement UCI et septième du World Tour. Mitchelton-Scott est troisième du premier classement et quatrième du second.

## Préparation de la saison

### Partenaires et matériel de l'équipe

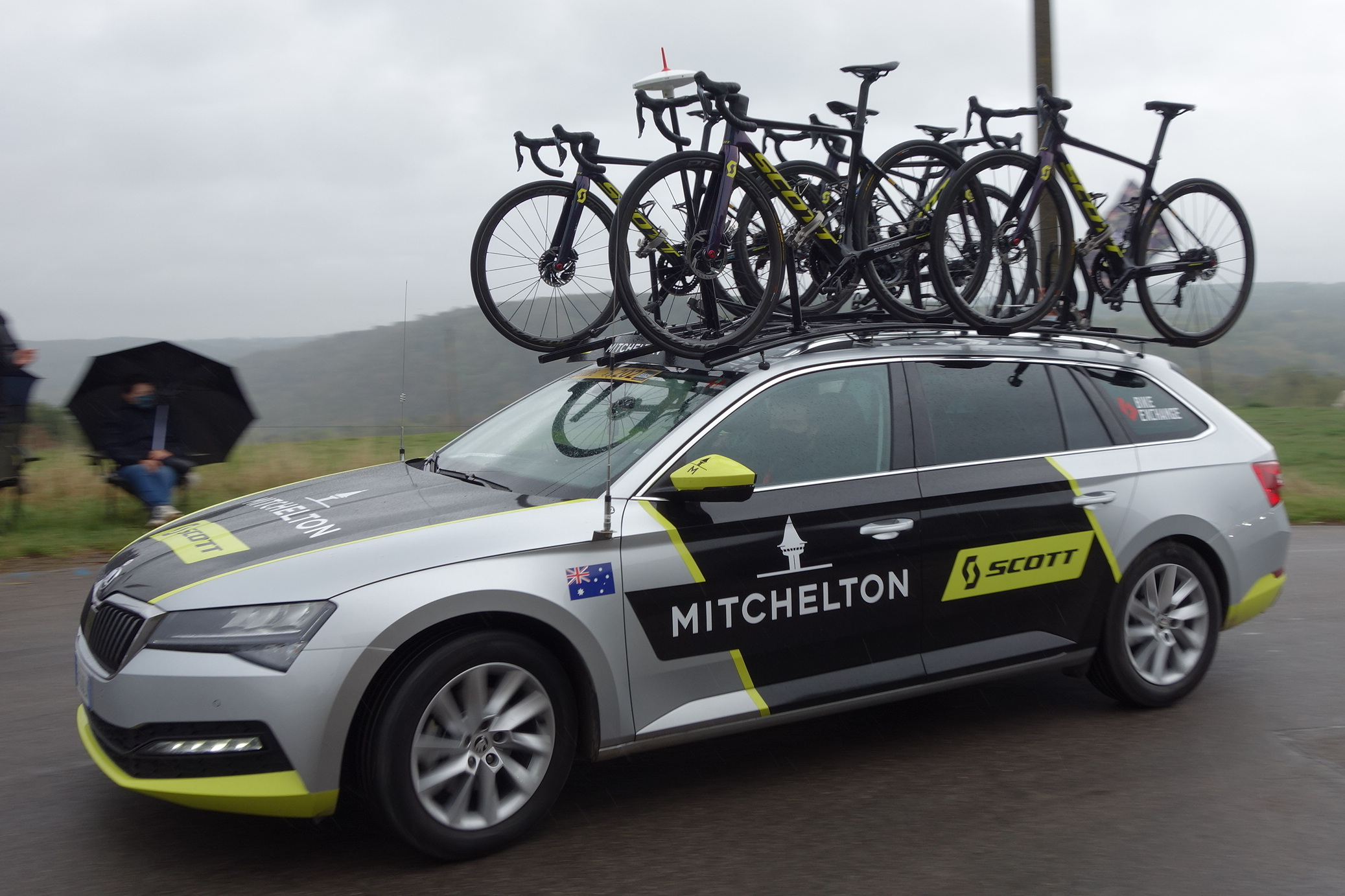
Voiture de l'équipe

La société viticole Mitchelton est le partenaire principal de l'équipe. Scott reste fournisseur de cycles et cosponsor. La marque de camping-car Jayco et les vêtements Giordana supportent également la formation.

### Arrivées et départs
La grimpeuse néerlandaise Janneke Ensing rejoint l'équipe. C'est également le cas de la jeune Britannique Jessica Roberts. La Belge Sofie De Vuyst devait en faire de même. Toutefois, elle est contrôlée positive aux stéroides durant l'intersaison et voit donc son transfert annulé.
| Arrivées        | Équipe 2019          |
| --------------- | -------------------- |
| Sofie De Vuyst  | Parkhotel Valkenburg |
| Janneke Ensing  | WNT-Rotor            |
| Jessica Roberts | Néo-professionnelle  |

| Départs         | Équipe 2020 |
| --------------- | ----------- |
| Alexandra Manly |             |

### Effectifs
| Effectif 2020        | Effectif 2020     | Effectif 2020    | Effectif 2020                             |
| Cycliste             | Date de naissance | Pays             | Équipe précédente                         |
| -------------------- | ----------------- | ---------------- | ----------------------------------------- |
| Jessica Allen        | 17 avril 1993     | Australie        | High5 Dream Team (2016)                   |
| Grace Brown          | 7 juillet 1992    | Australie        | Wiggle High5 (2018)                       |
| Gracie Elvin         | 31 octobre 1988   | Australie        | Faren-Honda (2012)                        |
| Janneke Ensing       | 21 septembre 1986 | Pays-Bas         | WNT-Rotor Pro Cycling (2019)              |
| Lucy Kennedy         | 11 juillet 1988   | Australie        | High5 Dream Team (2017)                   |
| Jessica Roberts      | 11 avril 1999     | Royaume-Uni      | Breeze (2019)                             |
| Sarah Roy            | 27 février 1986   | Australie        | Poitou-Charentes.Futuroscope.86 (2014)    |
| Amanda Spratt        | 17 septembre 1987 | Australie        |                                           |
| Moniek Tenniglo      | 2 mai 1988        | Pays-Bas         | FDJ-Nouvelle Aquitaine-Futuroscope (2018) |
| Annemiek van Vleuten | 8 octobre 1982    | Pays-Bas         | Bigla (2015)                              |
| Georgia Williams     | 25 août 1993      | Nouvelle-Zélande | BePink (2016)                             |
|                      |                   |                  |                                           |
| Source : UCI         |                   |                  |                                           |

Portraits
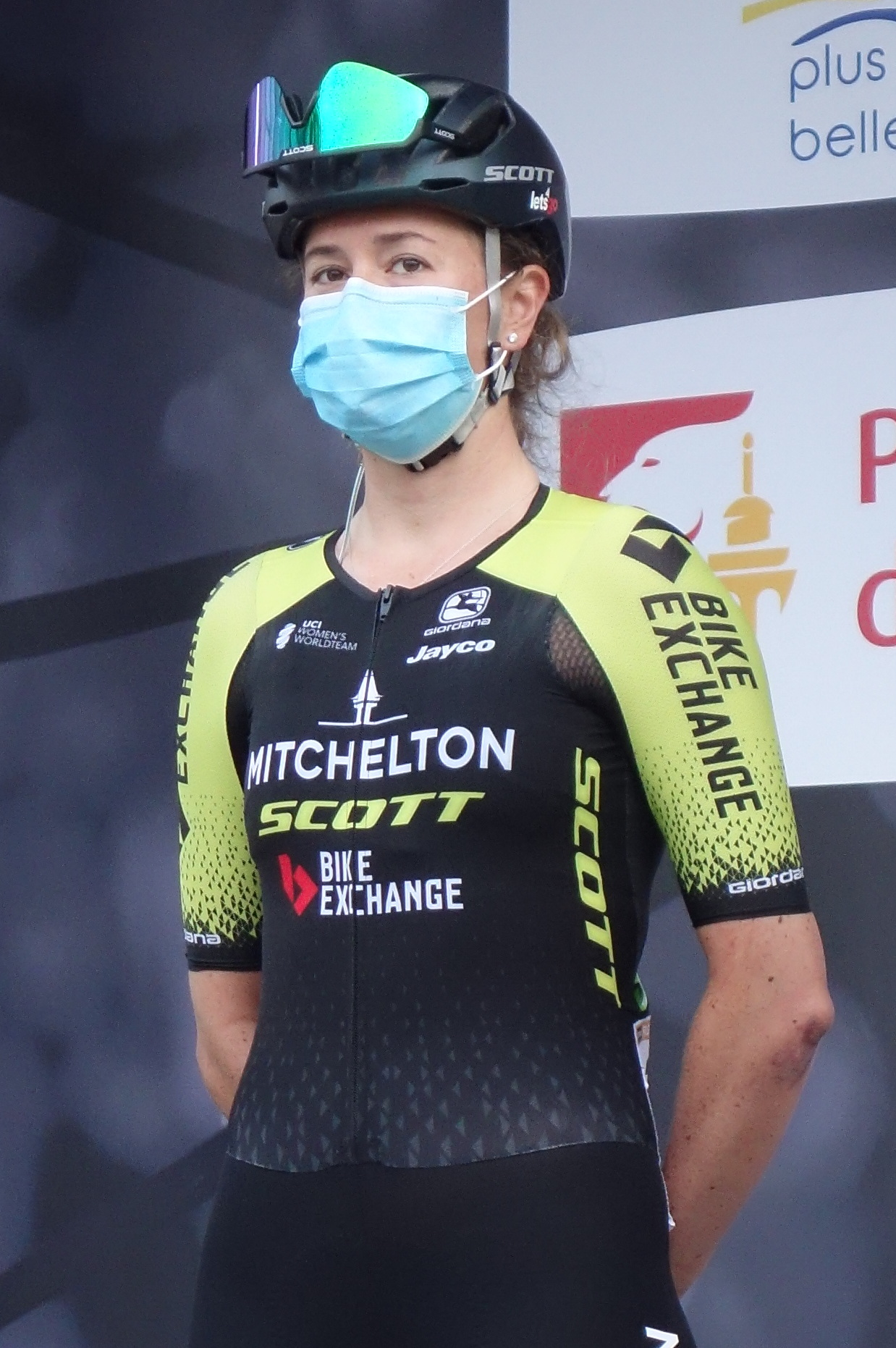
Jessica Allen
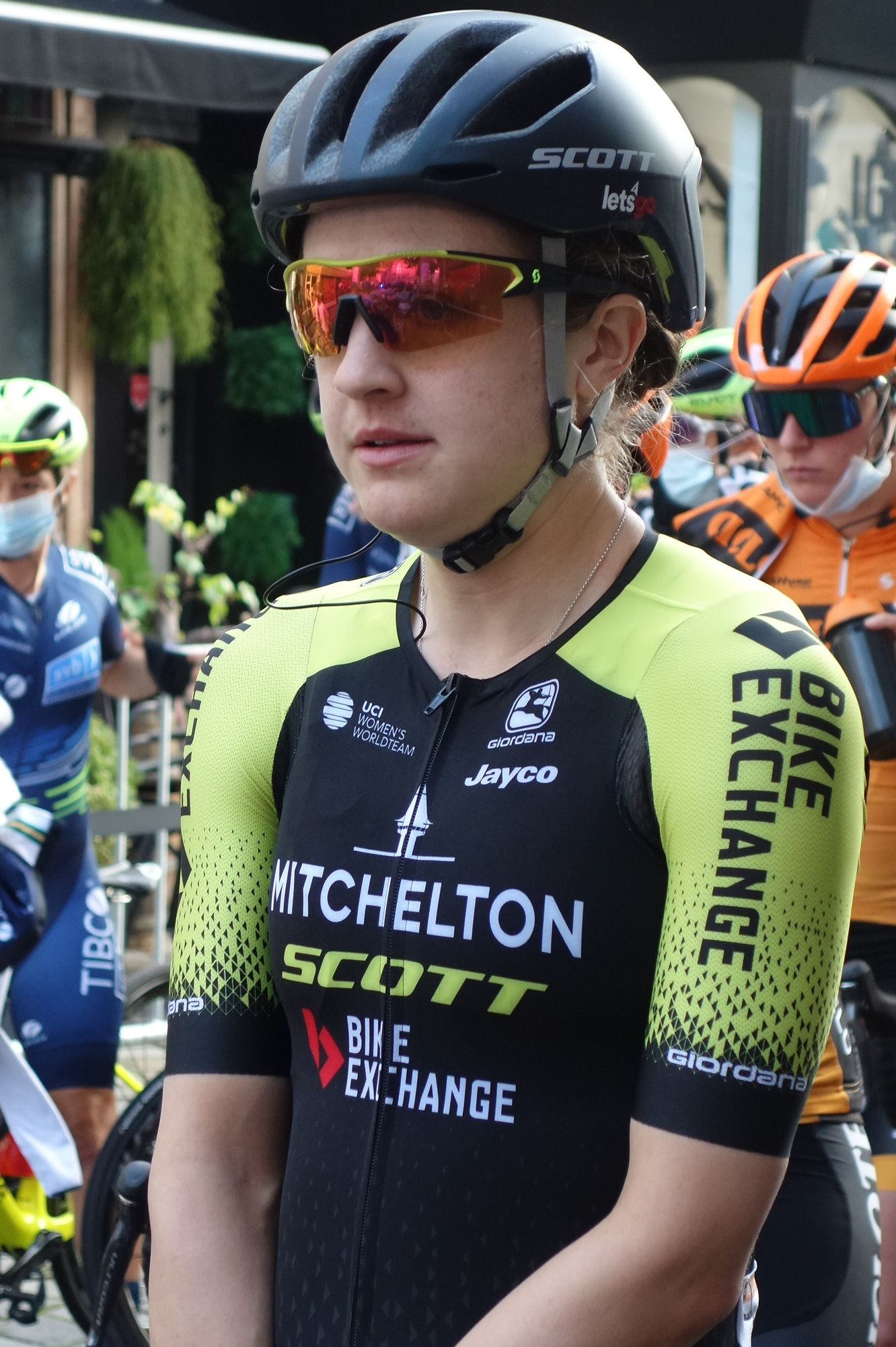
Grace Brown
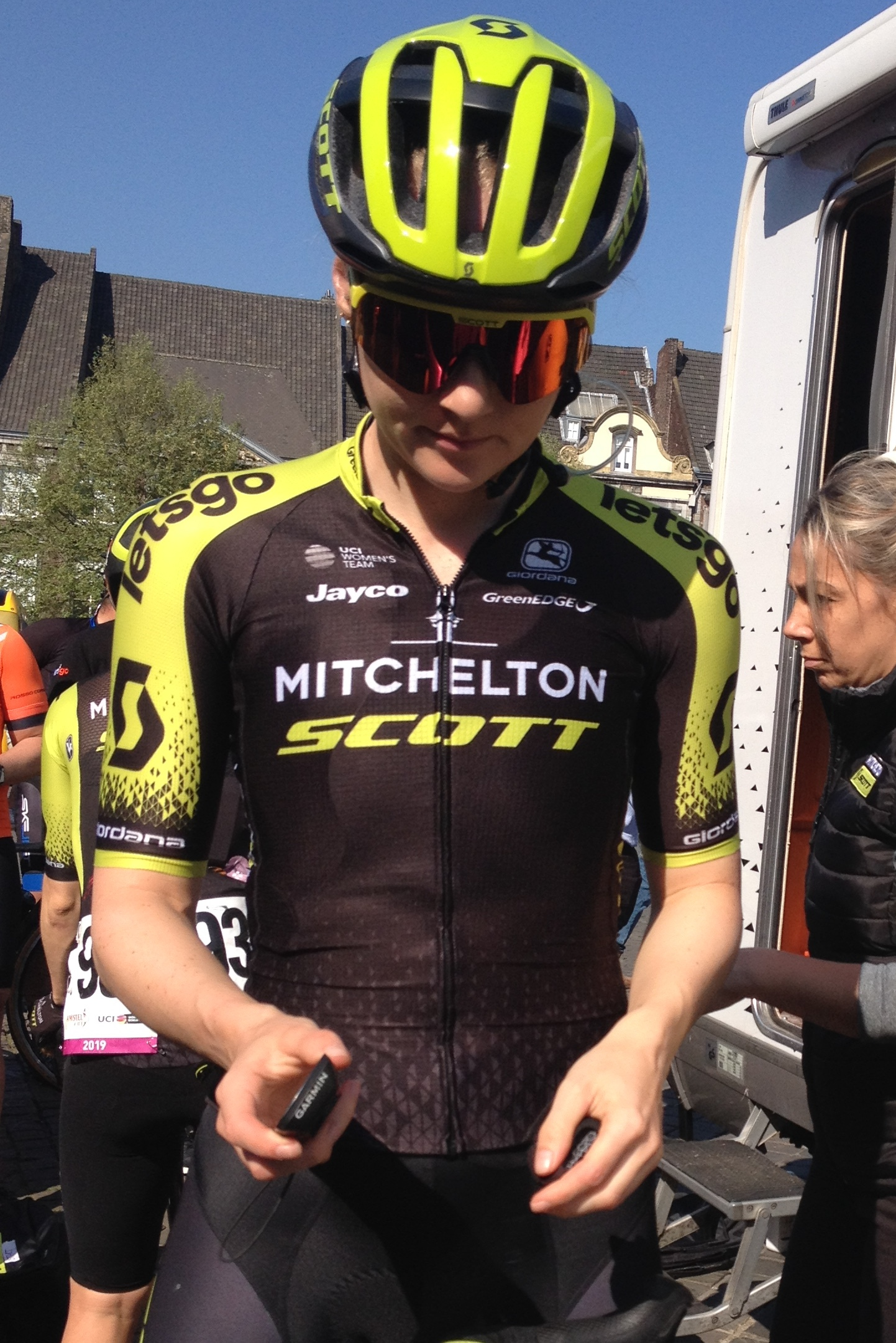
Gracie Elvin en 2019.
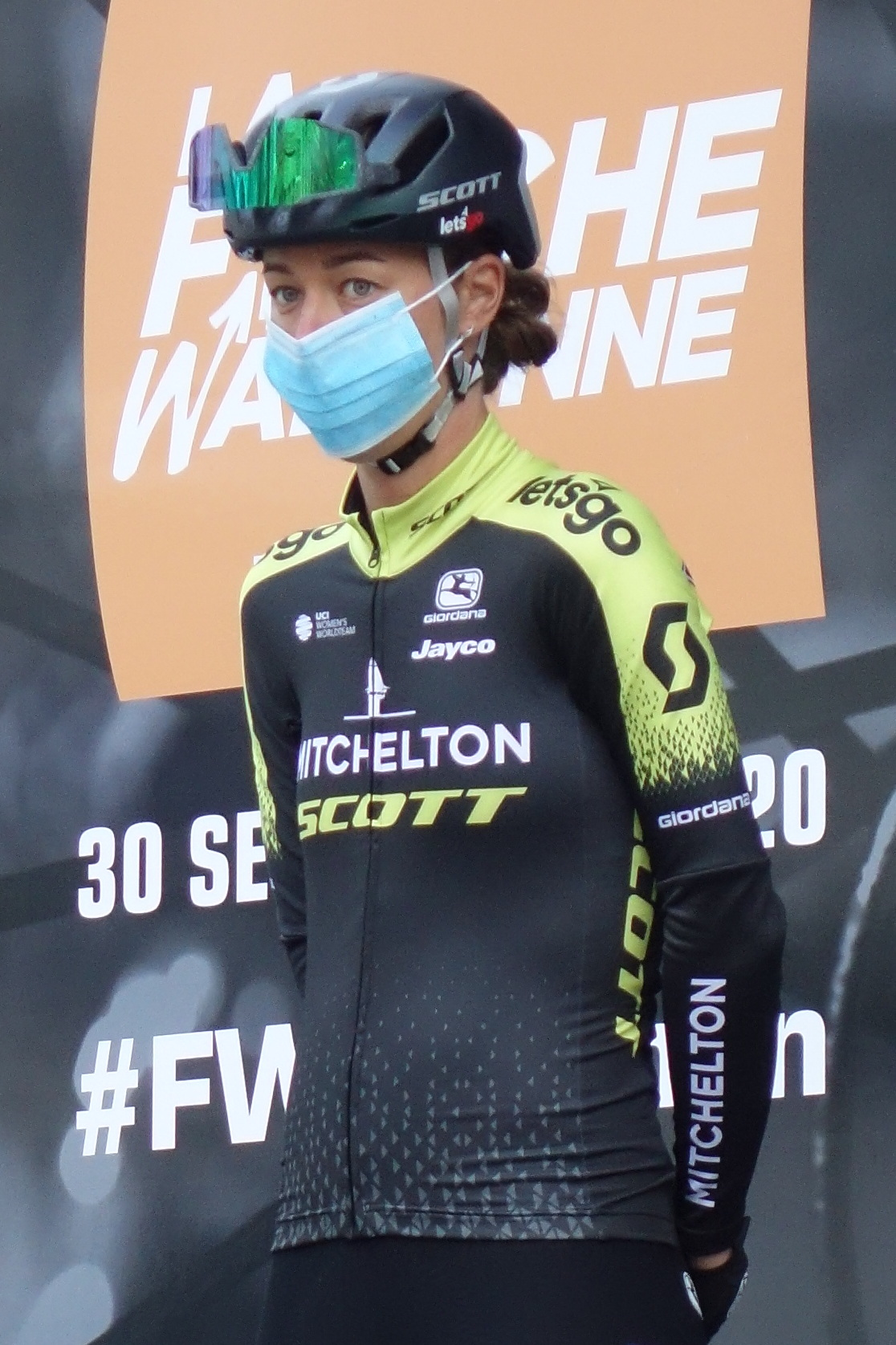
Janneke Ensing
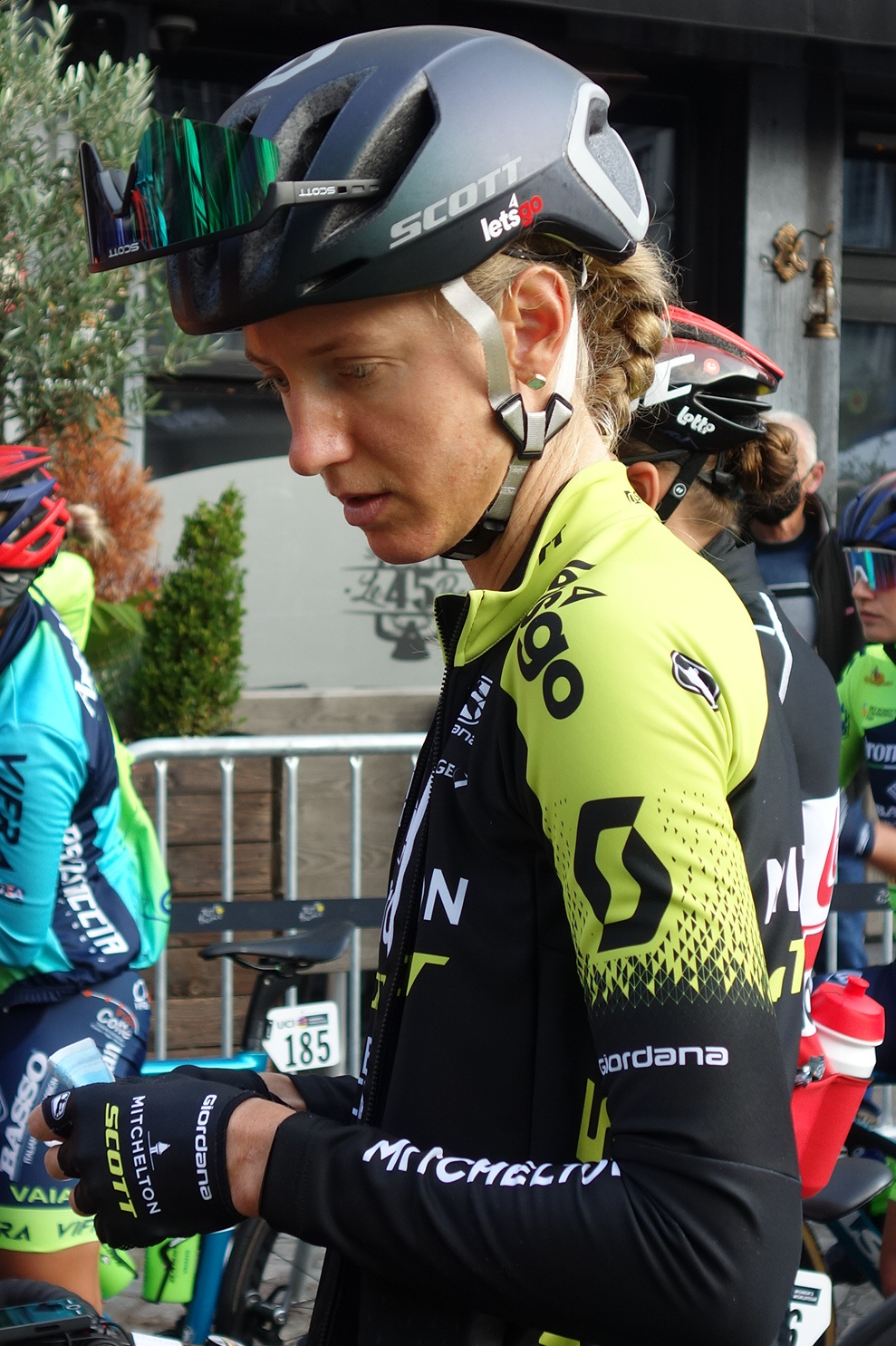
Lucy Kennedy
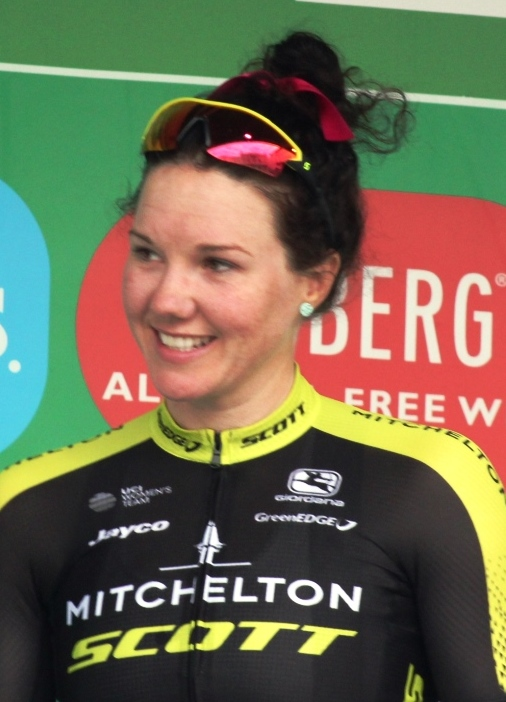
Sarah Roy en 2018.
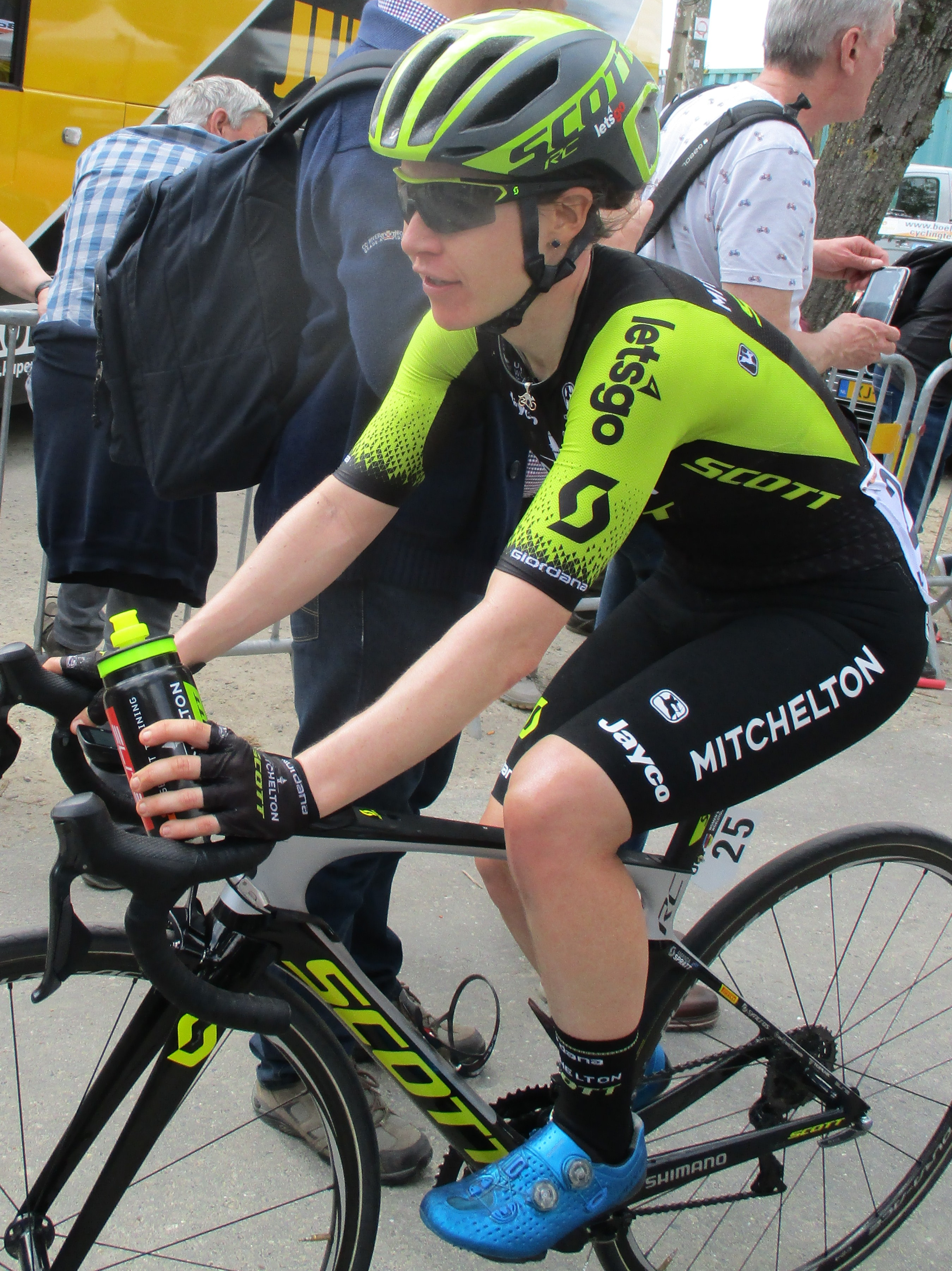
Amanda Spratt en 2019.
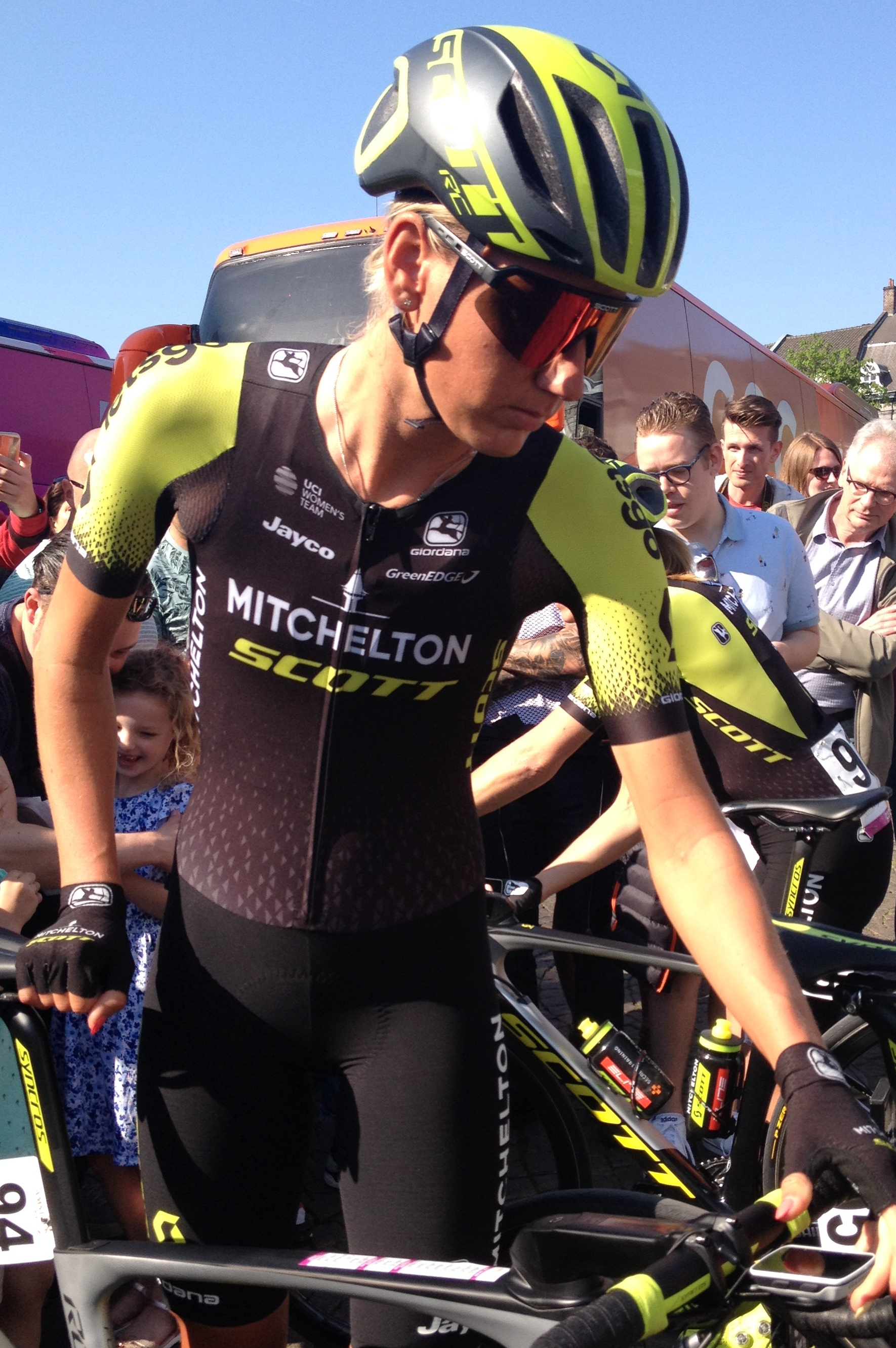
Moniek Tenniglo en 2019.
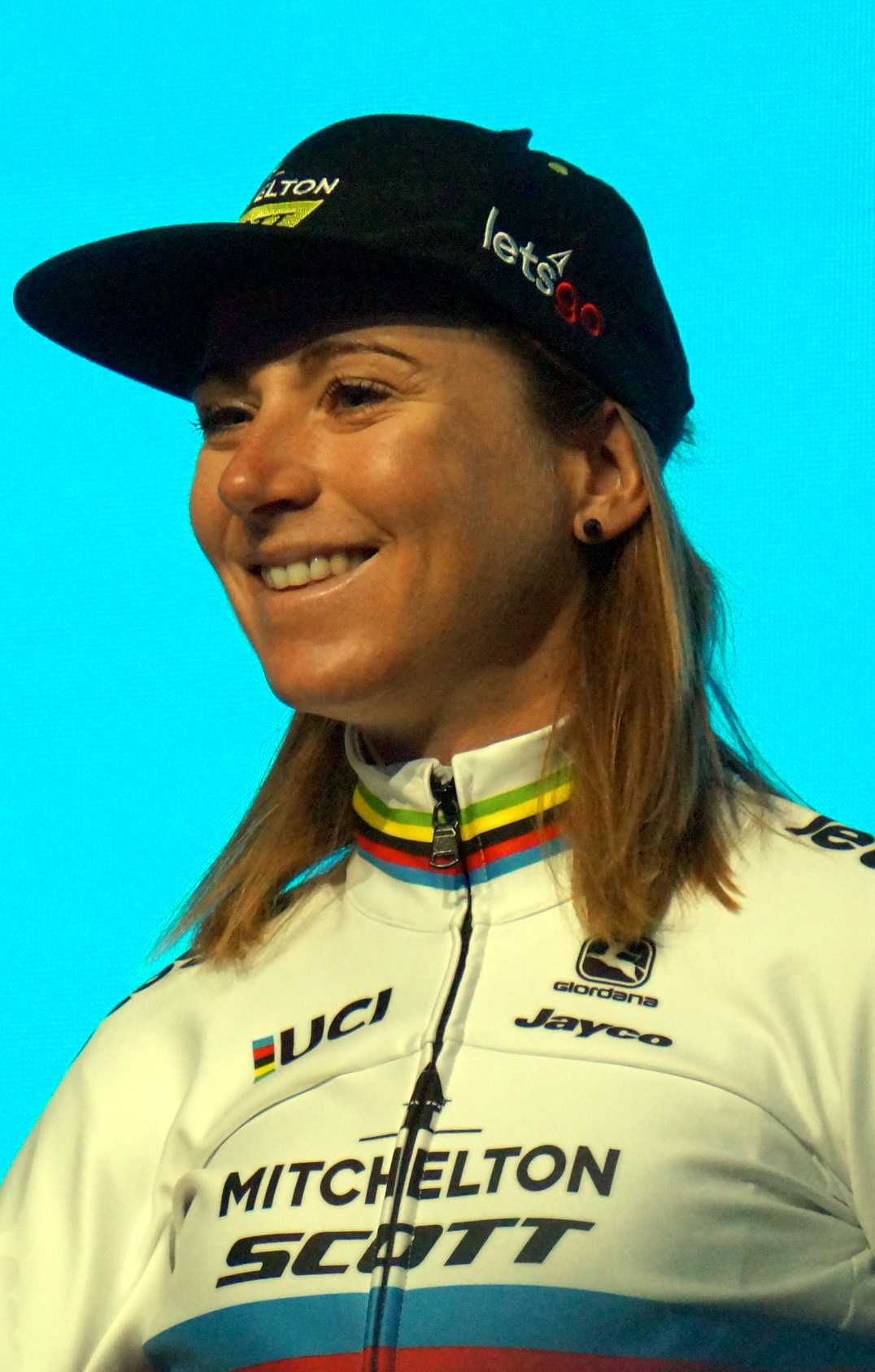
Annemiek van Vleuten
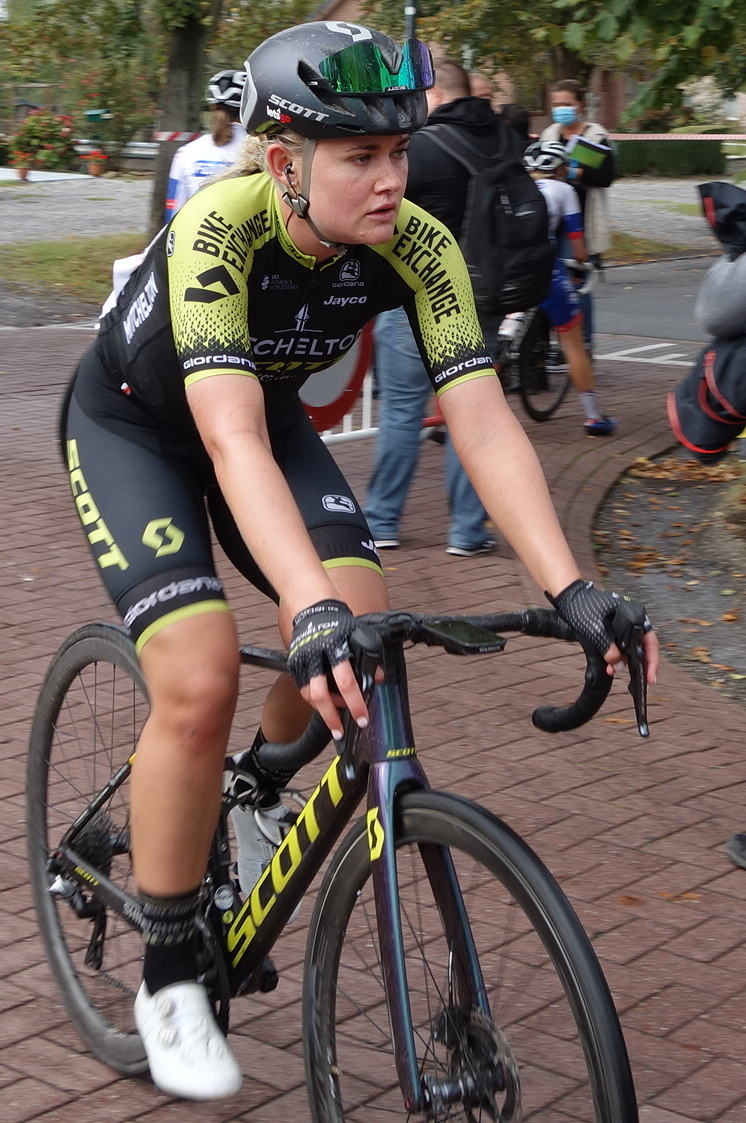
Georgia Williams

### Encadrement
Shayne Bannan est le représentant de l'équipe auprès de l'UCI. Martin Vestby est le directeur sportif et est assisté par Alejandro Gonzalez Tablas.

## Déroulement de la saison

### Janvier-Février
Amanda Spratt remporte le Championnat d'Australie sur route pour la troisième fois de sa carrière en s'échappant après un tiers de la course avec Justine Barrow et Grace Brown,. Sur le  Santos Women's Tour, Gracie Elvin est quatrième du sprint de la première étape. Le lendemain, la formation Mitchelton-Scott se met en tête de peloton et imprime un rythme élevé dans la difficulté de la journée. Seules Ruth Winder et Liane Lippert parviennent à suivre. Amanda Spratt attaque alors. Cette action se montre néanmoins contre-productive, les coureuses distancées étant Grace Brown et Lucy Kennedy de son équipe. Il y a donc trois coureuses en tête : Spratt, Winder et Lippert. Au sprint, Amanda Spratt, pourtant moins rapide sur le papier, lance son sprint de l'arrière et s'impose. Le lendemain, Ruth Winder remporte l'étape au sprint et s'empare de la tête du classement général. Amanda Spratt termine finalement troisième du classement général.
À la Cadel Evans Great Ocean Road Race Women, à neuf kilomètres de l'arrivée, la côte de Challambra opère la sélection. Liane Lippert, Tayler Wiles et Brodie Chapman se placent en tête. Un groupe de douze coureuses passent le sommet. Sur la dernière ascension du parcours, la Melville Avenue, Liane Lippert attaque. Elle n'est plus revue et s'impose seule. Derrière, Amanda Spratt est troisième. Au Women's Herald Sun Tour, la deuxième étape est un long col. Lucy Kennedy répète les offensives afin de lâcher Arlenis Sierra, mais n'a tout d'abord pas de succès. Dans les derniers mètres, Kennedy accélère et est dépassé par Ella Harris. Cela lui permet cependant de s'imposer au classement général.
Au Circuit Het Nieuwsblad, la météo est pluvieuse. Les difficultés de la course produisent leur effet et un groupe d'une quinzaine de favorites se trouve en tête à vingt kilomètres de l'arrivée. Dans le mur de Grammont, Annemiek van Vleuten accélère. Floortje Mackaij la suit à quelques mètres. Au sommet cependant la première prend un avantage décisif. Elle s'impose seule.

### Juillet
Fin juillet, Annemiek van Vleuten pour la reprise s'impose coup sur coup sur trois semi-classiques espagnoles, à chaque fois seule.

### Août

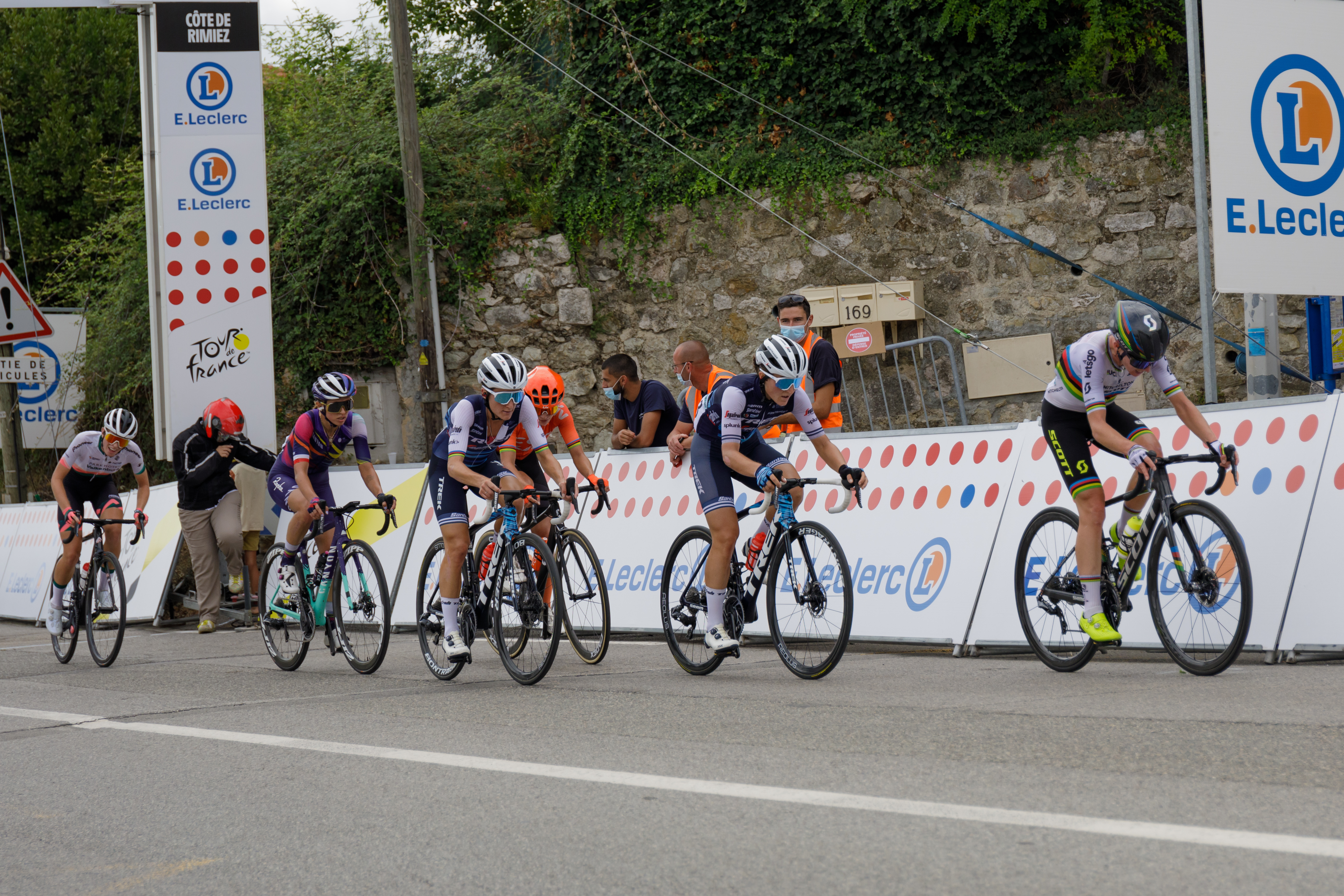
Groupe de tête durant la Course by le Tour

Aux  Strade Bianche, une échappée de onze coureuses dont Amanda Spratt se forme peu avant le kilomètre cinquante. Les grandes équipes étant toutes représentée, leur avance atteint rapidement trente secondes. Mavi Garcia s'extrait peu après seule. Son avance atteint trois minutes sur l'échappée et cinq sur le peloton. Dans les secteurs pentus des vingt derniers kilomètres, son allure ralentit nettement. Dans Colle Pinzuto, Annemiek van Vleuten sort du peloton pour revenir sur l'échappée où se trouve sa coéquipière Amanda Spratt. Dans le secteur Le Tolfe, Mavi Garcia a toujours une minute trente-cinq d'avance quand Van Vleuten part seule à sa poursuite. Une fois reprise, l'Espagnole s'accroche à la roue arrière de la Néerlandaise. Ce n'est que dans la montée finale vers Sienne qu'Annemiek van Vleuten lâche définitivement Mavia Garcia pour aller s'imposer.
Les championnats d'Europe se disputent en parallèle du Grand Prix de Plouay, sur le même circuit. Au Grand Prix de Plouay, à trente-cinq kilomètres de l'arrivée, Elizabeth Banks place une offensive. Elle est suivie par Elizabeth Deignan. Dans la dernière ascension de la côte de Lézot, Annemiek van Vleuten accélère ce qui réduit l'écart, mais ne fragmente pas le groupe. Le groupe est finalement repris par le peloton. Sur la course en ligne des championnats d'Europe, à trente-huit kilomètres de l'arrivée une chute survient parmi les favorites. Peu après, Chantal Blaak puis Marianne Vos attaquent avec Annemiek van Vleuten dans la roue. Cette dernière est immédiatement prise en chasse par Elisa Longo Borghini alors que Marianne Vos se relève. Katarzyna Niewiadoma opère rapidement la jonction. À vingt-trois kilomètres de l'arrivée, Chantal Blaak sort seule et revient sur le groupe de tête. Annemiek van Vleuten, qui jusqu'alors s'économisait, se met au service de Chantal Blaak et mène le groupe. L'écart monte à la minute. Dans les dernières difficultés, Chantal Blaak est lâchée avant de revenir puis d'être lâchée de nouveau. Dans la dernière difficulté de la journée, Elisa Longo Borghini attaque. Après une temporisation, Annemiek van Vleuten renchérit, seule l'Italienne peut suivre. Au sprint, Annemiek van Vleuten s'impose.
À la course by Le Tour de France, dans le second tour de circuit, Annemiek van Vleuten imprime un rythme très élevé dès le début de l'ascension qui élimine toutes les concurrentes à l'exception de : Elisa Longo Borghini, Elizabeth Deignan, Marianne Vos, Katarzyna Niewiadoma et Demi Vollering, cette dernière faisant l'élastique. Elizabeth Deignan attaque au sommet, mais le groupe se reforme en bas de la descente. Le peloton est alors à plus d'une minute de retard. Les attaques se succèdent dans le final, mais la victoire se joue au sprint. Annemiek van Vleuten est cinquième.

### Septembre

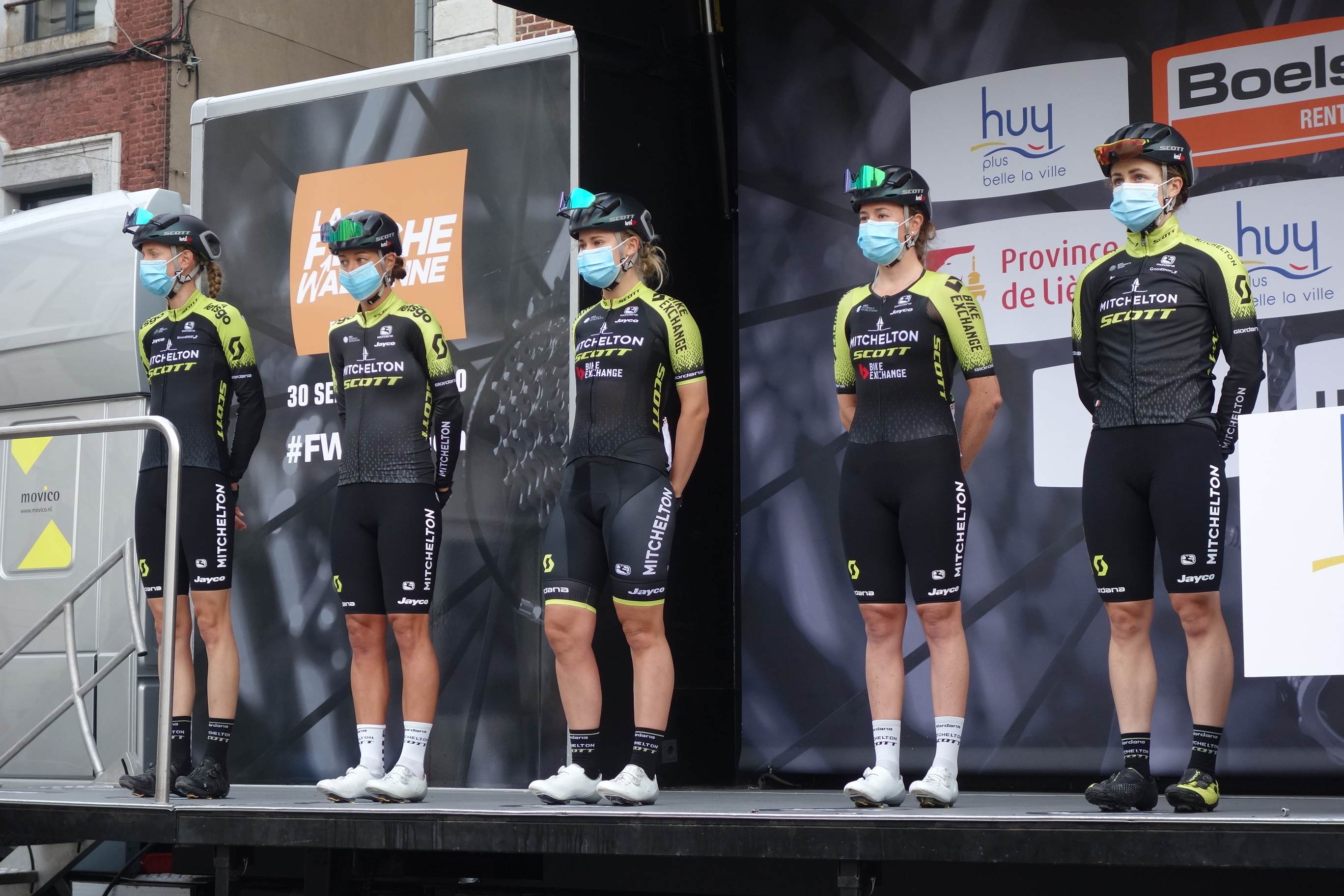
Équipe au départ de la Flèche wallonne

Au Tour d'Italie, la formation Mitchelton-Scott se classe troisième du contre-la-montre par équipes inaugural, cinq secondes derrière Trek-Segafredo. Le lendemain, dans l'ascension décisive vers Seggiano sur secteur gravier, Annemiek van Vleuten accélère dès le pied de la montée. Au milieu de la pente, son vélo n'adhère plus au gravier et elle doit mettre pied à terre. Elle court à côté de sa bicyclette et remonte dessus quelques centaines de mètres plus loin. Elle passe au sommet avec quarante secondes d'avance sur Anna van der Breggen et une minute sur Katarzyna Niewiadoma et Cecilie Uttrup Ludwig. Elles passent la ligne d'arrivée dans cet ordre. Les écarts sont conséquents à l'arrivée. Elisa Longo Borghini perd plus de quatre minutes et le maillot rose au profit d'Annemiek van Vleuten. Elle est cinquième de la troisième étape, puis troisième de l'étape suivante derrière les échappées. Sur la septième étape, dans la dernière ascension, Elisa Longo Borghini attaque dès le pied. Elle est notamment rejointe par Annemiek van Vleuten. Le peloton se reforme néanmoins. On se dirige vers un sprint, quand, à 1,2 km de l'arrivée, une vague se produit faisant chuter plusieurs coureuses dont Annemiek van Vleuten et Amanda Spratt. Les coureuses ayant chuté passent toutes la ligne et sont classées dans le même temps que la vainqueur grâce à la règle des trois kilomètres. Annemiek van Vleuten a néanmoins le poignet cassé et ne repart pas le lendemain. Amanda Spratt souffre d'un traumatisme crânien. Sur la huitième étape, Lucy Kennedy fait partie de l'échappée de neuf coureuses qui est repris au pied la dernière ascension.
Du fait de sa chute au Tour d'Italie, Annemiek van Vleuten est forfait pour le contre-la-montre des championnats du monde et est remplacée par Ellen van Dijk. Elle décide néanmoins de s'aligner sur la course en ligne avec l'aval de ses médecins. Lors du contre-la-montre, Grace Brown prend la cinquième place. Sur la celle-ci, à quatre-vingt-trois kilomètres de l'arrivée, Alison Jackson attaque avec Grace Brown. Cette dernière est néanmoins distancée plus loin. À trois tours de l'arrivée, Annemiek van Vleuten est une des seules à pouvoir suivre le rythme d'Anna van der Breggen dans la côte Mazzolano. Dans l'ascension suivante, la Cima Gallisterna, Annemiek van Vleuten se met en tête et accélère nettement mettant en difficulté la concurrence. Anna van der Breggen surenchérit alors avec une puissante attaque. Derrière, Annemiek van Vleuten, Elisa Longo Borghini et Cecilie Uttrup Ludwig forment un groupe de poursuite. Par la suite, le peloton les reprend. Dans la dernière ascension de la course, Cecilie Uttrup Ludwig attaque avec Elisa Longo Borghini. Elizabeth Deignan doit lâcher prise, tandis qu'Annemiek van Vleuten fait le bond. Elisa Longo Borghini attaque van Vleuten, mais ne parvient pas à la distancer. Van Vleuten bat Longo Borghini dans un sprint serré et prend ainsi la deuxième place derrière Van der Breggen.  
À la Flèche wallonne, Grace Brown est la mieux classée de l'équipe à la treizième place.

### Octobre
À Liège-Bastogne-Liège, un groupe de huit favorites sort peu avant la côte de la Vecquée. Grace Brown opère la jonction dans la côte de la Vecquée. Ce groupe obtient rapidement une minute d'avance. Il arrive au pied de la Redoute avec une minute trente d'écart. Elizabeth Deignan y attaque. Sur la Roche aux Faucons, Grace Brown part seule et part en chasse sur Elizabeth Deignan. Elle reprend petit à petit du terrain, mais finit deuxième pour neuf secondes. À la Flèche brabançonne, Grace Brown contre une attaque de Lauren Stephens à dix-sept kilomètres de l'arrivée et s'impose seule.
Lors de Gand-Wevelgem, Sarah Roy fait partie du groupe de onze coureuses à s'extraire du peloton sur le dernier passage du mont Kemmel. Elle est quatrième du sprint. Au Tour des Flandres, peu après le Kruisberg, Chantal Blaak attaque une seconde fois. Annemiek van Vleuten contre, Cecilie Uttrup Ludwig tente de suivre sans succès, et s'isole seule en tête. Anna van der Breggen part seule à sa poursuite. Elle la reprend au bout de quelques kilomètres. À la surprise de Van Vleuten, van der Breggen refuse de coopérer. Elles sont toutes deux reprises. Dans le Kwaremont, Van Vleuten et Lisa Brennauer mènent la montée. À son sommet, Chantal Blaak place une troisième offensive décisive. Sarah Roy est cinquième au sprint.

## Victoires

### Sur route
| Victoires | Victoires                                  | Victoires | Victoires | Victoires            | Victoires |
| Date      | Course                                     | Pays      | Classe    | Vainqueur            |           |
| --------- | ------------------------------------------ | --------- | --------- | -------------------- | --------- |
| 12 janv.  | Championnat d'Australie sur route          | Australie | CN        | Amanda Spratt        |           |
| 17 janv.  | 2e étape, Women's Tour Down Under          | Australie | 2.Pro     | Amanda Spratt        |           |
| 6 fév.    | Classement général, Womens Herald Sun Tour | Australie | 2.1       | Lucy Kennedy         |           |
| 29 fév.   | Circuit Het Nieuwsblad                     | Belgique  | 1.1       | Annemiek van Vleuten |           |
| 22 juill. | Emakumeen Nafarroako Klasikoa              | Espagne   | 1.1       | Annemiek van Vleuten |           |
| 23 juill. | Clasica Femenina Navarra                   | Espagne   | 1.1       | Annemiek van Vleuten |           |
| 26 juill. | Durango-Durango Emakumeen Saria            | Espagne   | 1.1       | Annemiek van Vleuten |           |
| 1 août    | Strade Bianche                             | Italie    | 1.WWT     | Annemiek van Vleuten |           |
| 27 août   | Championnat d'Europe sur route             | France    | CC        | Annemiek van Vleuten |           |
| 12 sept.  | 2e étape du Tour d'Italie                  | Italie    | 2.WWT     | Annemiek van Vleuten |           |
| 7 oct.    | Flèche brabançonne                         | Belgique  | 1.1       | Grace Brown          |           |

### Résultats sur les courses majeures

#### World Tour
| Date            | #  | Course                            | Pays      | Meilleure classée    | Classement |
| --------------- | -- | --------------------------------- | --------- | -------------------- | ---------- |
| 1er février     | 1  | Cadel Evans Great Ocean Road Race | Australie | Amanda Spratt        | 3e         |
| 1er août        | 2  | Strade Bianche                    | Italie    | Annemiek van Vleuten | Vainqueur  |
| 26 août         | 3  | Grand Prix de Plouay              | France    | Sarah Roy            | 31e        |
| 29 août         | 4  | La course by Le Tour de France    | France    | Annemiek Van Vleuten | 5e         |
| 11-19 septembre | 5  | Tour d'Italie                     | Italie    | Lucy Kennedy         | 31e        |
| 30 septembre    | 6  | Flèche wallonne                   | Belgique  | Grace Brown          | 13e        |
| 4 octobre       | 7  | Liège-Bastogne-Liège              | Belgique  | Grace Brown          | 2e         |
| 11 octobre      | 8  | Gand-Wevelgem                     | Belgique  | Sarah Roy            | 4e         |
| 18 octobre      | 9  | Tour des Flandres                 | Belgique  | Sarah Roy            | 5e         |
| 20 octobre      | 10 | Trois Jours de la Panne           | Belgique  | Amanda Spratt        | 4e         |
| 6-8 novembre    | 11 | La Madrid Challenge by La Vuelta  | Espagne   | Annemiek Van Vleuten | 6e         |

Annemiek van Vleuten est septième du classement individuel. La formation Mitchelton-Scott est quatrième du classement par équipes.

#### Grand tour
| Grand tour            | Tour d'Italie      |
| --------------------- | ------------------ |
| Coureuse (classement) | Lucy Kennedy (31e) |
| Accessits             | 1 étape            |

## Classement mondial
| Classement UCI | Classement UCI       | Classement UCI   | Classement UCI |
| Coureuse       | Coureuse             | Pays             | Points         |
| -------------- | -------------------- | ---------------- | -------------- |
| 3e             | Annemiek van Vleuten | Pays-Bas         | 2226 pts       |
| 18e            | Sarah Roy            | Australie        | 793 pts        |
| 19e            | Grace Brown          | Australie        | 773 pts        |
| 22e            | Amanda Spratt        | Australie        | 634 pts        |
| 60e            | Lucy Kennedy         | Australie        | 241 pts        |
| 236e           | Georgia Williams     | Nouvelle-Zélande | 57 pts         |
| 343e           | Jessica Roberts      | Royaume-Uni      | 33 pts         |
| 462e           | Gracie Elvin         | Australie        | 18 pts         |
| 467e           | Janneke Ensing       | Pays-Bas         | 16 pts         |
| 657e           | Jessica Allen        | Australie        | 5 pts          |
| 661e           | Moniek Tenniglo      | Pays-Bas         | 5 pts          |

Mitchelton-Scott est troisième du classement par équipes.